# 율리우스 캐천

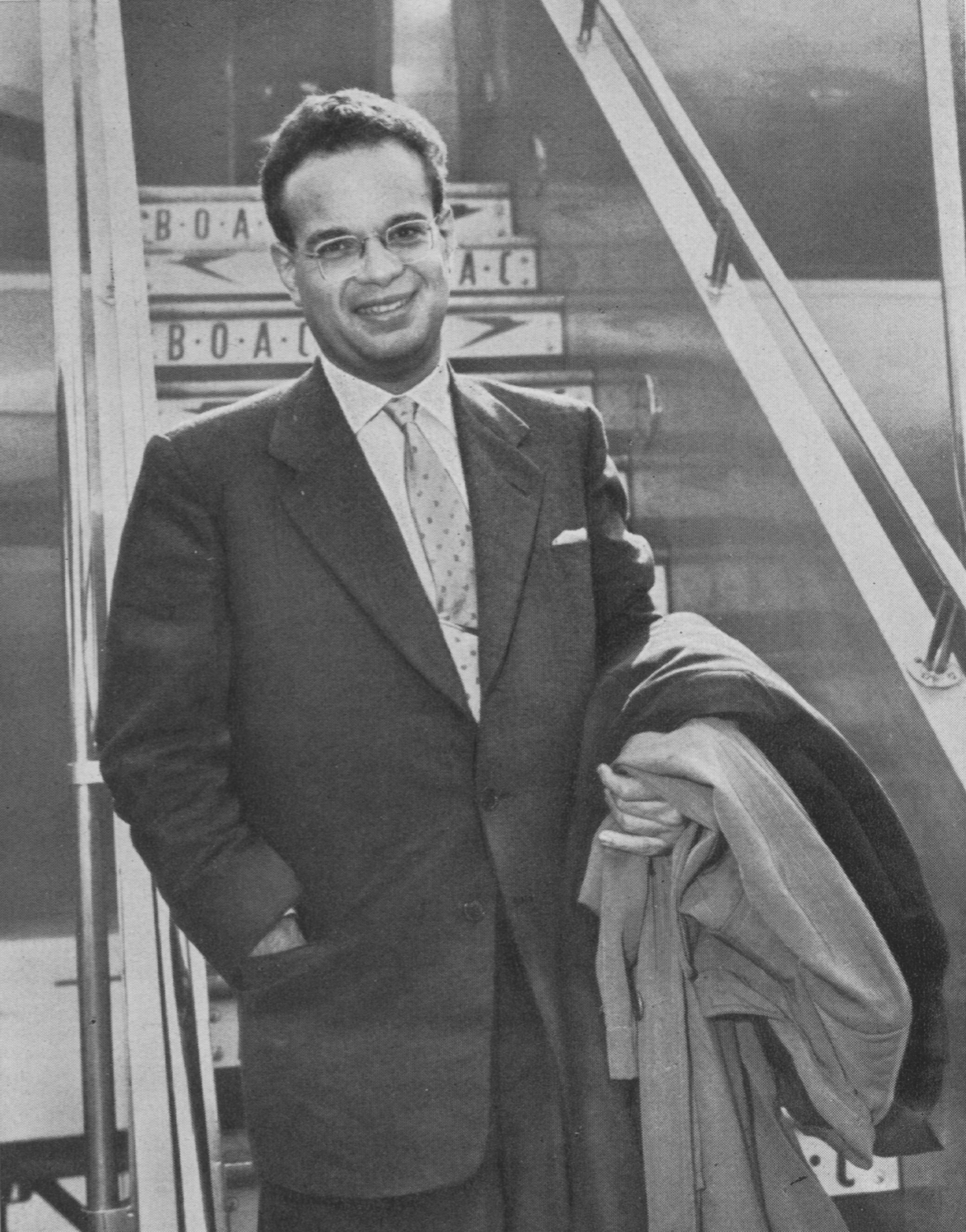
1956년

줄리어스 캐천(Julius Katchen, 1926년 ~ 1969년)은 미국의 피아니스트이다.
뉴저지주에서 태어났다. 11세로 오르만디가 지휘하는 필라델피아 관현악단과 모차르트의 <피아노 협주곡 20번>을 쳤다. 외향적인 젊은 테크닉으로 비교적 덤덤하게 큰 곡을 다루는 능력이 있으며, 장래의 내면적 성장이 기대된다는 점이 그에 대한 정평이었다. 리스트, 라흐마니노프, 차이코프스키 등의 곡을 연주한 무수한 레코드가 나왔다.